# Инсулятор
Инсуляторы — последовательности ДНК, особые регуляторные элементы, которые обладают способностью блокировать сигналы, исходящие от окружения. Эта функция инсуляторов включает две активности. Во-первых, они блокируют взаимодействие между энхансером и промотором, если находится между ними. При этом инсулятор выполняет только разделительную функцию и не влияет на активность энхансера и промотора. Во-вторых, инсулятор выполняет барьерную функцию для распространяющегося конденсированного хроматина. Показано, что существуют инсуляторы, как выполняющие одну из двух функций, так и обе.
Инсуляторы представляют собой сайты связывания особых, инсуляторных, белков.
Тот факт, что инсуляторы могут влиять на энхансер-промоторные взаимодействия может быть рассмотрен в контексте роли этих последовательностей в модулировании функций энхансера. Энхансеры не обладают специфичностью действия, следовательно, у эукариот должны были выработаться механизмы, обеспечивающие невозможность активации генов в ненужном месте или в ненужное время развития энхансерами соседнего гена.